# Matices
matices war eine Kölner Zeitschrift zu den Themenkreisen Lateinamerika, Spanien und Portugal. Die Zeitschrift wurde 1994 von Studenten der „Regionalwissenschaften Lateinamerika“ an der Universität zu Köln gegründet und wurde bis 2023 herausgegeben.
Der Begriff „matices“ im Spanischen, bzw. „matizes“ im Portugiesischen bedeutet so viel wie „Schattierungen“ oder „Nuancen“ und bezieht sich auf das Ziel des Verlags, die Vielfalt lateinamerikanischer und iberischer Lebenswirklichkeiten darstellen zu wollen. Behandelt wurden kulturelle (Literatur, Kunst, Film und Musik) anthropologische, politische, wirtschaftliche und historische Fragen der Regionen aus verschiedenen Blickwinkeln. Die Zeitschrift bot ein Forum für gesellschaftliche Themen mit dem Selbstanspruch, „eurozentristische Einseitigkeit“ zu vermeiden.
Die Autoren stammten meistens aus dem akademischen sowie dem Medienbereich in Deutschland und den behandelten Ländern und Regionen, aber auch Aktivisten, Kulturschaffende oder Studenten steuerten Artikel bei. Die Artikel erschienen auf Deutsch, Spanisch oder Portugiesisch. Autoren waren unter anderem Andrés Gonzalez, Walther Bernecker, Barbara Potthast, Hartmut Sangmeister, Klaus Eßer, Richard David Precht, Walter Haubrich, José Antonio Salinas, Ute Mader, Michael Zeuske, Laura Cwiertnia, Alberto Chong, Tilbert D. Stegmann, Torsten Eßer, Günther Maihold, Alejandro Horowicz, Bert Hoffmann.
Ein Special in jeder Ausgabe befasste sich schwerpunktmäßig mit einer bestimmten aktuellen Thematik. Zusätzlich erhielten die Leser aktuelle Information und Hinweise in Terminkalender, Länderberichten und Kulturnotizen.
Schwerpunktthemen der Zeitschrift waren z. B.:
- Deutsche in Lateinamerika (Nr. 14)
- Lateinamerikanischer Film (Nr. 29)
- Spanien und die Araber (Nr. 30)
- Die Karibik (Nr. 39)
- Machismo (Nr. 41)
- Lissabon (Nr. 42)
- Kuba (Nr. 44)
- Wasser (Nr. 49)
- ¿Que onda en Venezuela? (Nr. 51)
- Katalanische Kultur (Nr. 54)
- Medien, Staat und Gesellschaft (Nr. 66)
- Warum der Tango bleibt (Nr. 70)
- Cumbia viral (Nr. 78)
- Asia-Latina (Nr. 82)
- Afrolateinamerika (Nr. 94)
- Amazonas (Nr. 97)
- Journalismus in Lateinamerika (Nr. 103)
- Mujeres en marcha (Nr. 105)[3]

Matices wurde vom Verein Projektgruppe Matices e.V. herausgegeben und erschien vierteljährlich. Die Zeitschrift stellte 2023 mit der (digitalen) Ausgabe Nr. 107 ihr Erscheinen ein.